# علم الجنس
عِلْمُ البَاه أو علم الجنس هو علم باحث عن المجامعة عند الإنسان، وعن المعالجة المتعلقة بقوة المجامعة من الأغذية المصلحة لتلك القوة، والأدوية المقوية، وغير ذلك من الأعمال والأفعال المتعلقة بها، وعما يلحق هذه القوة من أمراض. ولعلم الباه اليوم اتصال بعلوم أخرى كعلم النفس والاجتماع والإحصاء والإجرام.
قال مصطفى بن عبد الله القسطنطيني العثماني في كشف الظنون: «وهذا العلم من فروع علم الطب، بل هو باب من أبواب كتبه، غير أنهم أفردوه بالتأليف، اهتماما لشأنه.»
وقد صنف المسلمون في هذا العلم قديما وحديثا ومن ذلك كتاب «الباه ومنافعه ومضاره ومداواته» لأبي بكر الرازي، وكتاب «الوشاح في فوائد النكاح» لجلال الدين السيوطي، وكتاب «الإيضاح في أسرار النكاح»، وكتاب «رجوع الشيخ إلى صباه في القوة على الباه» لشيخ الإسلام أحمد بن سليمان بن كمال باشا.